# 江木武彦
江木 武彦（えぎ たけひこ、1910年1月9日 - 1998年2月16日）は、日本での話し方教室創始者。言論科学研究所所長、社団法人言論科学振興協会理事長を務め、話し方教室を開き、多くの話し方教室運営者を育成した。江木鰐水の孫。

## 略歴
1910年1月9日、東京都文京区にて、日本の写真術の先覚者と言われる江木保男の次男として銀座で出生。精華小学校、暁星小学校・中学校、福岡高等学校 (旧制)、明治大学（帝大受験浪人し徴兵猶予を受けるため在籍）を経て、1934年、東京帝国大学政治科卒業。1934年、新聞連合社入社、発信部、政治部、北京特派員などとして勤める。新聞連合は日本電報通信社と合併し同盟通信になる。その後、同盟通信社を退社し、新民会首都指導部員になるも約1年で辞任。1940年夏頃から日本青年団、青少年義勇軍、学生義勇軍に関わる。特に、学生義勇軍の活動には熱心に参加していたという。その後、戦線鉱業に勤務し、東海軍参謀部嘱託として敗戦を迎える。
1945年秋『新夕刊』紙の編集にたずさわるが約1年で退社し、社会党書記局文化部次長になる。1950年6月の参議院選挙に立候補するが惨敗、国会議員に立候補した者が書記局に残ることはできず退職を余儀なくされる。1949年1月、言論科学研究所を設立し所長になるが、1954年まで目立った活動はほとんどなかった。しかし、1954年10月、東京都成人学級の科目として「上手な話し方」を開設すると、受講者が集まるようになり、1960年代には興隆期を迎える。
1974年3月、言論科学研究所を社団法人言論科学振興協会に改組するも、1979年には運営方針をめぐって退所・退部者が続出。
1998年、脳梗塞のため死去。
2018年1月29日、社団法人言論科学振興協会の登記が閉鎖された。

## 家族背景・江木写真店
儒学者江木鰐水のひ孫であり、江木写真店開設者として知られる貿易商・江木保男（1856-1898）の孫である。保男は商人として渡航経験があり、米国より写真機材をいち早く輸入し、弟の江木松四郎(1856-1900)をサンフランシスコに送って写真技術を学ばせ、 1884年に松四郎とともに神田淡路町に写真店を開いた。1891年には京橋区丸屋町に六層の塔を持つ支店を新築した。この六層の支店は「福山館」と称された。
父・江木定男は保男と官僚鶴田皓の娘・蝶子との一人息子で、一高、東京帝大を出て農商務省官吏となり、写真館の経営には参加しなかった。松四郎没後は、新橋店を継いだ。母ませ子（万世子）は、父の後妻・悦子の実妹で、愛媛県令をつとめた関新平の娘であり、異母姉に江木欣々がいる。ませ子、欣々ともに美人姉妹として知られ、ませ子は切手になったことで知られる鏑木清方「築地明石町」のモデルを務めた。江木家は裕福で、家事使用人が多い時で10人、少ない時で7～8人がいたという。父は1921年に結核のため35歳で亡くなるが、学生時代からの友人に安倍能成、小宮豊隆、野上豊一郎、尾崎放哉、岩波茂雄、荻原井泉水、中勘助といった実力者が多く、父没後も、それら友人たちが武彦を盛りたててくれた。姉に猪谷善一妻の妙子、双子の兄に生活評論家の江木文彦がいる。妙子によると、祖母の悦子と母のませ子は姉妹でありながら仲が悪く、生涯悶着の絶えない家庭だったという。江木自身は、ませ子について、「母の死は、母が築いた江木というわたくしたちの家族を核分裂させ、江木写真館との縁が切れ、兄は兄、姉一家は姉一家、わたくしはわたくしとなってしまいました」と述懐している。

## 逸話
裕福な実家と放逸を許容する時代背景が相まって、様々な逸話が残されている。特に、お酒にまつわる逸話は事欠かず、「東京を離れること300里、親の目が届かない」「酒をボロクソに飲むことを覚えました」「毎晩・・・グデングデンになって肩を組んで大声で歌って歩いたり、ゲロをはいて介抱されたり」（福岡高校時代）、「よく行ったのが、手軽に行けた白山。ちょいちょい行ったのが、割合手軽な深川門前仲町。そこの多津本という小待合のおかみには、世話になりました」「大学卒業記念に・・・江木写真館の店の者を招待して、深川中の主だった御酌と芸者をずらりとならべたので、あきれられたり、おこごとを喰ったりした」（大学時代）といった学生時代の逸話が残る。また、報道関係者時代においても、「選挙手当を飲みつくしてアパートに帰ったのが2月25日夜（1936年）でした（注：2.26事件の朝）」「北京に特派されることになりました・・・持っている金を使い尽くすまで、ハルピンで遊びました」（新聞連合社時代）、「日本の現実に疑問を持ったのです。いや、疑問を抱きながら実は何もしないで、宣撫班の連中と宴会で飲み、中国人の連中と宴会で飲む、軍の人に呼ばれてまた飲む――まあ、朝から晩まで、宴会だ、宴会だというような日々を過ごしていた」（新民会時代）と、お酒にまつわる逸話が残る。
この酒好きは終生変わらなかったようで、学生義勇軍を立ち上げた時期には、「当時の司法大臣風見章さんに相談（注：学生訓練のためのお金の無心）に行きました。・・・袋ごと渡されたのです。たしか4500円（注：初任給50～60円と考えると、70か月分以上）でした。・・・実はわたくしも新橋、柳橋、赤坂などで遊びほうだい遊んで、それでだいぶ首が廻らなくなっていたのです。・・・風見さんからありがたく頂戴し、半分を井上君に渡し、あとの半分の大部分で借金を払い」、『新夕刊』時代には「結局は、酒を飲みまくって、飲みつぶす」という様子であった。